# Jacques Grenier
Pour les articles homonymes, voir Grenier (homonymie).
Jacques Grenier (né le 20 janvier 1823 à Berthierville (Québec) - mort le 5 mars 1909 à Montréal à l'âge de 86 ans) a été maire de Montréal de 1889 à 1891.

## Biographie
Jacques Grenier fait ses études commerciales à Berthierville et, à l’âge de 16 ans, entre au service d’un marchand de Sorel. En 1844, il quitte pour Montréal et travaille comme commis dans un commerce. Quelques années plus tard, il ouvre sa propre entreprise dans le domaine du commerce de gros. Plus tard, il fera de très bonnes affaires et sera impliqué dans un grand nombre d’entreprises commerciales. 
En politique municipale, il est conseiller du Quartier Est de 1857 à 1860 ; il en est l’échevin de 1861 à 1865. Il occupe ensuite la fonction de conseiller du Quartier Saint-Jacques en 1872 et 1873 ; il sera l’échevin du même quartier de 1874 à 1889. Il démissionne de son poste d’échevin le 8 février 1889 pour briguer la mairie de Montréal. Il remporte l’élection par acclamation le 1er mars 1889, il sera réélu le 1er février 1890 et sera défait le 2 février 1891 par James McShane. Il aura été maire de Montréal durant deux mandats consécutifs.
Après son décès en 1909, il a été enterré au Cimetière Notre-Dame-des-Neiges, à Montréal.